# Augustyn Musioł
Augustyn Musioł (ur. 23 sierpnia 1902 roku w Bottrop, zm. 15 grudnia 1970 roku w Jastrzębiu-Zdroju) – powstaniec śląski, działacz plebiscytowy, pedagog.
Pochodził z rodziny robotniczej. W 1916 roku skończył szkołę ludową w Bottrop, a rok później wraz z rodziną przeniósł się do Jedłownika. W czasie I powstania śląskiego walczył pod Godowem i Gołkowicami, a w II powstaniu uczestniczył w szturmie na Wodzisław Śląski. W latach 1920–1921 pracował w Polskim Komisariacie Plebiscytowym w Rybniku, a następnie był słuchaczem Seminarium Nauczycielskiego w Bydgoszczy. Od 1922 roku pracował w oświacie, w roku 1939 został kierownikiem szkoły w Brzeziu nad Odrą. Należał do Związku Powstańców Śląskich. Po wybuchu II wojny światowej został aresztowany i uwięziony najpierw w Rybniku, a następnie w Dachau. W sierpniu 1940 roku został warunkowo zwolniony i pozostawał pod nadzorem gestapo. Po zakończeniu wojny, do 1967 roku ponownie pełnił funkcję kierownika brzeskiej szkoły. Był miłośnikiem śląskiego folkloru, kolekcjonerem pieśni i przyśpiewek ludowych. Był członkiem Zjednoczonego Stronnictwa Ludowego, działał w Związku Weteranów Powstań Śląskich, a następnie w Związku Bojowników o Wolność i Demokrację.

## Odznaczenia
- Krzyż na Śląskiej Wstędze Waleczności i Zasługi
- Śląski Krzyż Powstańczy
- Krzyż Kawalerski Orderu Odrodzenia Polski[2].